# Wiktor Brégy
Wiktor Brégy (ur. 21 sierpnia?/3 września 1903 w Kijowie, zm. 20 maja 1976 w Warszawie) – polski śpiewak (tenor) i reżyser operowy pochodzenia francuskiego.

## Życiorys
Urodził się w rodzinie inż. Leona Eugeniusza Brégy, Francuza pracującego w Rosji, i Greczynki Aleksandry z d. Diamandidi. Posiadał obywatelstwo francuskie. W 1920 przeniósł się z rodziną do Warszawy, gdzie ukończył Gimnazjum im. Joachima Lelewela. Studiował w latach 1923–1925 na Wydziale Prawa Uniwersytetu Warszawskiego, jednocześnie studiując wokalistykę u Adeli Comte-Wilgockiej, a następnie u Marii Łubkowskiej. W latach 1925–1927 odbywał służbę wojskową w armii francuskiej. Debiutował w 1927 rolą Jontka w „Halce” w teatrze objazdowym. W 1928 został zaangażowany do Opery Warszawskiej, gdzie w ciągu czterech sezonów wystąpił w ponad 20 rolach. W latach 1931–1933 był solistą Opéra Comique w Paryżu, w latach 1934–1939 występował na szwajcarskich scenach operowych (w Zurychu, Bazylei i Bernie) oraz wielu miastach Europy. Dzięki jego staraniom w 1934 wystawiono w operze w Bernie „Halkę” Stanisława Moniuszki.
W okresie II wojny światowej prowadził w Warszawie działalność pedagogiczną. Brał udział w ruchu oporu. W 1940 został aresztowany jako obywatel francuski. Był więziony na Pawiaku, następnie w obozie Stutthof i w Altvorwerk pod Grudziądzem, skąd uciekł i dotarł do Krakowa.
Po wojnie objął klasę śpiewu solowego oraz klasę operową w Szkole Muzycznej im. Fryderyka Chopina w Warszawie. W 1948 został stałym reżyserem Opery Warszawskiej. Organizował Studium Operowe w Gdańsku, przekształcone później w Operę Bałtycką. Od 1957 był wykładowcą Państwowej Wyższej Szkoły Muzycznej w Warszawie.
W 1952 roku otrzymał Nagrodę Państwową II stopnia (zespołową) za wybitne realizacje artystyczne w Bałtyckim Studio Operowym.
W 1929 poślubił Zofię z Suchanków, pedagoga wokalistyki. Mieli syna Wiktora Aleksandra (1940–2020), kierownika literackiego Teatru Wielkiego w Warszawie, dziennikarza muzycznego Polskiego Radia.
Zmarł w Warszawie, spoczywa na cmentarzu Powązkowskim (kwatera 227-1-7,8).

## Ordery i odznaczenia
- Krzyż Oficerski Orderu Odrodzenia Polski (18 kwietnia 1956)[5]
- Krzyż Kawalerski Orderu Odrodzenia Polski (22 lipca 1952)[6]